# Бурлака Леонід Антонович
Леонід Антонович Бурлака (9 жовтня 1938, Одеса, УРСР, СРСР — 15 вересня 2024, Одеса, Україна) — радянський і український кінооператор-постановник. Член НСКУ (1969). Заслужений діяч мистецтв України (1994). Кавалер ордена «За заслуги» III ступеня (2009).

## Життєпис
У дитинстві жив з батьками в центрі Одеси поблизу з площею Карла Маркса (нині Європейська площа), де знімалося багато фільмів. Приходив туди зі своїми дворовими приятелями — дивився, цікавився, спостерігав процес фільмування. Старший брат маленького Льоні захоплювався фотографією — зацікавив і навчив його фотосправі. З цього все і почалося. Після закінчення школи не став вступати до інституту, а пішов працювати проявником плівки на Одеську телестудію, яка тільки була організована. Почав свою діяльність на Одеському телецентрі в 1956 році — освітлювачем, асистентом оператора, оператором.
З 1961 року почав працювати на Одеській кіностудії, ще не закінчивши інститут.
У 1963 році закінчив операторський факультет ВДІКу в Москві. Дипломна робота: «Молодожон» (1963, у співавт. з В. Авлошенком). Майстер курсу — О. В. Гальперін, який в різні роки виховав масу прекрасних операторів (В. Нахабцев, А. Мукасей, О. Рибін, М. Агранович, І. Міньковецький, Н. Ардашников, Д. Долінін, Г. Маранджян, В. Якушев та ін.). Після закінчення інституту у Л. Бурлаки була можливість залишитися в Москві, але він повернувся в рідне місто.
З 1963 р. — оператор Одеської кіностудії художніх фільмів. Зняв понад 40 прокатних фільмів і близько 20 телевізійних. Працював з такими режисерами, як Петро Тодоровський, Григорій Поженян, Валентин Козачков, Вадим Лисенко, Віктор Жилін, Ігор Апасян, Радомир Василевський, Володимир Рябцев, Олександр Амелін та ін.
Найвідоміша операторська робота Леоніда Бурлаки — картина Станіслава Говорухіна «Місце зустрічі змінити не можна» (1979, 5 с).
Як режисер у 1990 році поставив короткометражний фільм «Ва-же-лі»/(рос.)«Ры-ча-ги» за мотивами однойменного оповідання Олександра Яшина.
Член Національної спілки кінематографістів України (1969).
В останні роки життя мав хворобу Альцгеймера. Помер у 85-річному віці 15 вересня 2024 року.
Онук — режисер-документаліст, оператор Ігор Іванько, створивший про діда фільм «Крихка пам'ять» (2022).

## Фільмографія
Режисер-постановник:
- «Ва-же-лі»/(рос.)«Ры-ча-ги» (1990, к/м; за оповід. О. Яшина)

Оператор-постановник:
- «Молодожон» (1963, у співавт. з В. Авлошенком; реж. В. Ісаков)
- «Вірність» (1965, співавт.) — картина відзначена преміями Міжнародного (Венеція) (1965)[5] та Всесоюзного (Київ) (1966) кінофестивалів[6]
- «Прощавай» (1966)
- «Вулиці говорять» (1967, т/ф)
- «Особлива думка» (1967)
- «Ескізи» (1969, т/ф)
- «Поїзд у далекий серпень» (1971)
- «Мушкетери 4 „А“» (1972)
- «Посилка для Світлани» (1974)
- «Йду своїм курсом» (1974)
- «Хлопчаки їхали на фронт» (1975) — картина отримала приз на 5-му Республіканському фестивалі дитячих і юнацьких фільмів, Київ (1976)
- «Чарівне коло» (1976, 2 серії)
- «Солдатки» (1977)
- «Місце зустрічі змінити не можна» (1979, 5 серій)
- «Золоті черевички» (1981)
- «Взяти живим» (1982, 3 серії)
- «Двоє в пісках» (1984)
- «Поки не випав сніг...» (1984)
- «В одне єдине життя» (1986)
- «Топінамбури» (1987)
- «На своїй землі» (1987)
- «Спадкоємиця Ніки» (1988, у співавт.)
- «Павутиння» (1992)
- «Він своє отримає» (1992)
- «Тринь-бринь» (1994)
- «Без нашийника» (1996) — картина отримала приз і диплом «за найкращий фільм» на V Відкритому фестивалі фільмів для дітей та юнацтва в Сумах—96 (Україна)[7] і ряд інших
- «Як коваль щастя шукав» (1999) та ін.